# خدمات متفاوت
خدمات متفاوت یا DiffServ یک معماری شبکه رایانه‌ای است که مکانیسم ساده و مقیاس پذیر برای طبقه‌بندی و مدیریت ترافیک شبکه و ارائه‌ی کیفیت خدمات (QoS) در شبکه‌های IP مدرن را مشخص می‌کند. از DiffServ می‌توان به عنوان مثال برای تأخیر کم در ترافیک مهم شبکه مانند صدا یا رسانه جریان در حالی که سرویس ساده ترین تلاش را به سرویس‌های غیر مهم مانند ترافیک وب یا انتقال پرونده می‌دهید استفاده کرد.

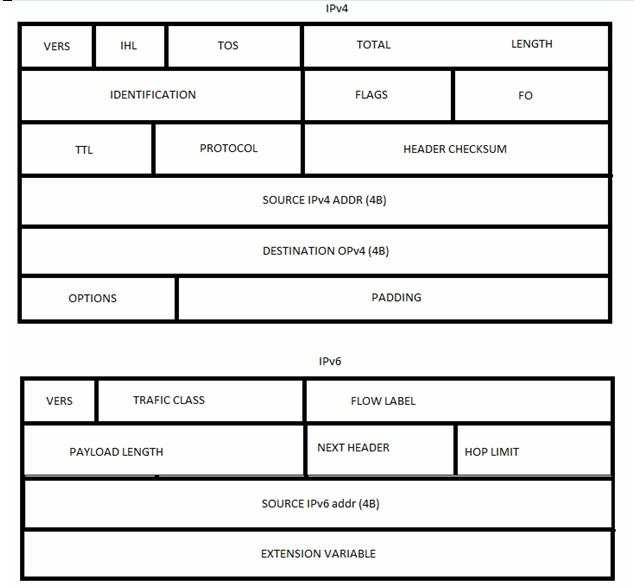
DiffServ برای اهداف طبقه‌بندی بسته‌ها از یک کد کد خدمات متفاوت ۶ بیتی (DSCP) در قسمت خدمات ۸ بیتی متفاوت (قسمت DS) در هدر IP استفاده می‌کند. قسمت DS جای فیلد منسوخ IPv4 TOS را می‌گیرد.

## زمینه
شبکه‌های داده‌ی مدرن انواع مختلفی از خدمات را شامل می‌شوند، از جمله صدا، ویدئو، پخش موسیقی، صفحات وب و ایمیل. بسیاری از مکانیسم‌های QoS پیشنهادی که به این سرویس‌ها امکان می‌دهد همزیستی داشته باشند، هر دو پیچیده بوده و در تأمین خواسته‌های اینترنت عمومی مقیاس بندی نشده‌اند. در دسامبر ۱۹۹۸، IETF منتشر کردRFC&nbsp;2474  - تعریف قسمت خدمات متفاوت (قسمت DS) در هدرهای IPv4 و IPv6، که قسمت DS IPv4 را جایگزین فیلد TOS می‌کند. در قسمت DS، از محدوده‌ای از هشت مقدار (Class Selectors) برای سازگاری عقب با مشخصات تقدم IP در قسمت TOS سابق استفاده می‌شود. امروزه، DiffServ تا حد زیادی جایگزین TOS و سایر مکانیزم‌های QoS لایه ۳ مانند سرویس‌های یکپارچه (IntServ) شده‌است، زیرا روترهای معماری اولیه برای تهیه QoS استفاده می‌کنند.

## مکانیسم‌های مدیریت ترافیک
DiffServ مکانیسم دانه ریز و مبتنی بر کلاس برای مدیریت ترافیک است. در مقابل، IntServ مکانیزمی ریزدانه و مبتنی بر جریان است. DiffServ به مکانیزمی برای طبقه‌بندی و علامت گذاری بسته‌ها به عنوان متعلق به یک کلاس خاص متکی است. روترهای آگاه از DiffServ رفتارهای هر-هاپ (PHB) را اجرا می‌کنند، که خواص انتقال بسته مربوط به یک گروه از ترافیک را تعریف می‌کند. PHBهای مختلف ممکن است برای ارائه خدمات کم ضرر یا تأخیر کم تعریف شوند.
DiffServ به جای اینکه ترافیک شبکه را براساس نیازهای یک جریان جداگانه متمایز کند، بر اساس اصل طبقه‌بندی ترافیک عمل می‌کند و هر بسته داده را در یکی از تعداد محدودی از کلاس‌های ترافیک قرار می‌دهد. سپس هر روتر در شبکه پیکربندی می‌شود تا ترافیک را براساس کلاس خود متمایز کند. می‌توان هر کلاس ترافیکی را به گونه‌ای متفاوت مدیریت کرد، و از درمان ترجیحی برای ترافیک با اولویت بالاتر در شبکه اطمینان حاصل کرد. فرضیه Diffserv این است که توابع پیچیده‌ای مانند طبقه‌بندی بسته‌ها و پلیس می‌توانند در لبه شبکه توسط روترهای لبه‌ای انجام شوند. از آنجا که در روتر اصلی به هیچ طبقه‌بندی و پلیسی احتیاج نیست، می‌توان عملکرد آنجا را ساده نگه داشت. روترهای اصلی بر اساس علامت گذاری شده، بسته‌های PHB را به سادگی در بسته‌ها اعمال می‌کنند. درمان PHB توسط روترهای اصلی با استفاده از ترکیبی از سیاست برنامه‌ریزی و سیاست مدیریت صف حاصل می‌شود.
گروهی از روترها که سیاست‌های مشترک و تعریف شده DiffServ را اجرا می‌کنند، به عنوان دامنه DiffServ شناخته می‌شوند.
در حالی که DiffServ مجموعه‌ای استاندارد از کلاس‌های ترافیکی را پیشنهاد می‌کند، معماری DiffServ قضاوت‌های از پیش تعیین‌شده‌ای را در مورد اینکه برای چه نوع ترافیکی باید اولویت درمان داشته باشد، لحاظ نمی‌کند. DiffServ به سادگی غالبی را برای طبقه‌بندی و درمان متفاوت فراهم می‌کند. کلاس‌های استاندارد ترافیک (که در زیر به آنها پرداخته شده‌است) برای ساده‌سازی قابلیت همکاری بین شبکه‌های مختلف و تجهیزات فروشندگان مختلف کار می‌کنند.

## طبقه‌بندی و مارک‌گذاری
ترافیک شبکه که به دامنه DiffServ وارد می‌شود، طبقه‌بندی و شرطی می‌شود. یک طبقه‌بندی کننده ترافیک ممکن است پارامترهای مختلف در بسته‌های ورودی مانند آدرس منبع، آدرس مقصد یا نوع ترافیک را بررسی کند و بسته‌های جداگانه را به یک کلاس ترافیکی خاص اختصاص دهد. طبقه‌بندی‌کننده‌های ترافیک ممکن است به هر مارک DiffServ در بسته‌های دریافت شده احترام بگذارند یا ممکن است انتخاب کنند که این علامت‌ها را نادیده بگیرند یا آنها را لغو کنند. برای کنترل دقیق حجم و میزان ترافیک در یک کلاس مشخص، یک اپراتور شبکه ممکن است انتخاب کند که علائم ورودی در دامنه DiffServ را رعایت نکند. ترافیک در هر کلاس ممکن است بیشتر تحت تأثیر قرار دادن ترافیک به محدودکننده‌های نرخ، پلیس راهنمایی و رانندگی یا شکل دهندگان باشد.
رفتار هر هاپ توسط قسمت DS در سربرگ IP تعیین می‌شود. قسمت DS دارای مقدار DSCP 6 بیتی است. اعلان آشکار ازدحام (ECN) کمترین مقدار ۲ بیت از قسمت IPv4 TOS و قسمت کلاس ترافیک IPv6 (TC) را اشغال می‌کند.
از نظر تئوری، یک شبکه می‌تواند حداکثر ۶۴ کلاس ترافیکی مختلف با استفاده از ۶۴ مقدار DSCP موجود داشته باشد. RFCهای DiffServ رمزگذاری خاصی را توصیه می‌کنند، اما نیازی به آن ندارند. این به اپراتور شبکه در تعریف کلاس‌های ترافیک انعطاف‌پذیری زیادی می‌بخشد. با این حال، در عمل، اکثر شبکه‌ها از رفتارهای معمول در هر هاپ تعریف می‌کنند:
- حمل و نقل پیش فرض (DF) PHB - که معمولاً بیشترین تلاش برای بازدید را دارد
- حمل و نقل سریع (EF) PHB - اختصاص داده شده به ترافیک کم ضرر و کم تأخیر
- Assured Forwarding (AF) PHB - اطمینان از تحویل در شرایط مقرر را می‌دهد
- کلاس انتخاب PHB - که سازگاری عقب مانده با قسمت تقدم IP را حفظ می‌کند.

### ارسال پیش فرض
PHB پیش فرض حمل و نقل (DF) تنها رفتار مورد نیاز است. اساساً، هر ترافیکی که الزامات کلاسهای تعریف شده دیگری را برآورده نکند، از DF استفاده می‌کند. به‌طور معمول، DF بهترین ویژگی‌های حمل و نقل را دارد. DSCP توصیه شده برای DF 0 است.

### حمل و نقل سریع
IETF رفتار سریع حمل و نقل (EF) را در تعریف می‌کندRFC&nbsp;3246  EF PHB دارای ویژگی‌های تأخیر کم، افت کم و تکان ناگهانی است. این ویژگی‌ها برای خدمات صوتی، تصویری و سایر سرویس‌های بی‌درنگ مناسب هستند. به ترافیک EF اغلب بیش از سایر کلاس‌های ترافیکی اولویت دقیق داده می‌شود. از آنجا که بیش از حد ترافیک EF باعث تأخیر در نوبت دهی می‌شود و بر روی تحریک‌پذیری و تأخیر در کلاس تأثیر می‌گذارد، ممکن است کنترل پذیرش، پلیس راهنمایی و رانندگی و سایر مکانیسم‌ها برای ترافیک EF اعمال شود. DSCP توصیه شده برای EF 101110 B (46 یا 2E H) است.

### پذیرش صوتی
IETF رفتار پذیرش صوتی را در تعریف می‌کندRFC&nbsp;5865 . Voice Admit PHB دارای مشخصات یکسانی با PHB Forwarding Expedited است. با این حال، شبکه با استفاده از روش کنترل پذیرش تماس (CAC) ترافیک پذیرش صوتی را نیز پذیرفته‌است. DSCP توصیه شده برای پذیرش صوتی 101100 B (۴۴ یا 2C H) است.

### حمل و نقل مطمئن
IETF رفتار Assured Forwarding (AF) را در تعریف می‌کندRFC&nbsp;2597  وRFC&nbsp;3260  حمل و نقل مطمئن به اپراتور اجازه می‌دهد تا اطمینان از تحویل کالا را ارائه دهد به شرطی که ترافیک از برخی نرخ‌های مشترک بیشتر نباشد. ترافیکی که بیش از نرخ اشتراک باشد در صورت بروز ازدحام با احتمال بیشتری کاهش می‌یابد.
گروه رفتار AF چهار کلاس AF جداگانه با تمام ترافیک در یک کلاس با اولویت یکسان تعریف می‌کند. در هر کدام از کلاس‌ها، بسته‌ها دارای اولویت افت (زیاد، متوسط یا پایین، که تقدم بالاتر به معنای افت بیشتر) است. ترکیبی از کلاس‌ها و اولویت افت، دوازده کدگذاری DSCP جداگانه از AF11 تا AF43 را به همراه دارد (جدول را ببینید).
|                  | کلاس ۱                | کلاس ۲                | کلاس ۳                | کلاس ۴                |
| ---------------- | --------------------- | --------------------- | --------------------- | --------------------- |
| احتمال افت کم    | AF11 (DSCP 10) 001010 | AF21 (DSCP 18) 010010 | AF31 (DSCP 26) 011010 | AF41 (DSCP 34) 100010 |
| احتمال افت متوسط | AF12 (DSCP 12) 001100 | AF22 (DSCP 20) 010100 | AF32 (DSCP 28) 011100 | AF42 (DSCP 36) 100100 |
| احتمال افت زیاد  | AF13 (DSCP 14) 001110 | AF23 (DSCP 22) 010110 | AF33 (DSCP 30) 011110 | AF43 (DSCP 38) 100110 |

برخی از معیارهای اولویت و انصاف متناسب بین ترافیک در طبقات مختلف تعریف شده‌است. اگر تراکم بین کلاسها رخ دهد، ترافیک در کلاس بالاتر در اولویت قرار می‌گیرد. به جای استفاده از صف اولویت دقیق، الگوریتم‌های سرویس دهی متعادلتر مانند صف‌های عادلانه یا صف‌های منصفانه، احتمالاً استفاده می‌شوند. اگر ازدحام در یک کلاس رخ دهد، ابتدا بسته‌هایی با اولویت افت بالاتر دور انداخته می‌شوند. برای جلوگیری از مسائل مرتبط با افت دم، از الگوریتم‌های پیچیده‌تر انتخاب قطره مانند تشخیص زودهنگام تصادفی اغلب استفاده می‌شود.

### انتخابگر کلاس
قبل از DiffServ، شبکه‌های IPv4 می‌توانستند از قسمت اولویت IP در بایت TOS هدر IPv4 برای علامت‌گذاری ترافیک اولویت استفاده کنند. octet و IP اولویت TOS به‌طور گسترده‌ای استفاده نشده‌اند IETF موافقت کرد که از هشتم TOS به عنوان قسمت DS برای شبکه‌های DiffServ استفاده مجدد کند. به منظور حفظ سازگاری معکوس با دستگاه‌های شبکه‌ای که هنوز از قسمت Precedence استفاده می‌کنند، DiffServ کلاس انتخاب PHB را تعریف می‌کند.
نقاط کد Class Selector از نوع باینری 'xxx000' است. سه بیت اول بیت‌های تقدم IP هستند. هر مقدار تقدم IP را می‌توان در یک کلاس DiffServ ترسیم کرد. IP اولویت ۰ به CS0، IP اولویت ۱ به CS1 و غیره ترسیم می‌شود. اگر بسته‌ای از روتر غیر آگاه از DiffServ که از علائم تقدم IP استفاده کرده‌است دریافت شود، روتر DiffServ هنوز می‌تواند رمزگذاری را به عنوان یک نقطه کد Class Selector درک کند.
توصیه‌های خاص برای استفاده از نقاط کد Class Selector در [rfc:4594 RFC 4594 ارائه شده‌است].

### دستورالعمل‌های پیکربندی
RFC&nbsp;4594  offers detailed and specific recommendations for the use and configuration of code points.
| کلاس خدمات           | نام DSCP         | مقدار DSCP | تهویه در لبه DS                                    | PHB      | صف کشیدن | AQM            |
| -------------------- | ---------------- | ---------- | -------------------------------------------------- | -------- | -------- | -------------- |
| کنترل شبکه           | CS6              | ۴۸         | به بخش ۳٫۱ مراجعه کنید                             | RFC 2474 | نرخ      | آره            |
| تلفن                 | EF               | ۴۶         | پلیس با استفاده از sr + bs                         | RFC 3246 | اولویت   | نه             |
| سیگنالینگ            | CS5              | ۴۰         | پلیس با استفاده از sr + bs                         | RFC 2474 | نرخ      | نه             |
| کنفرانس چندرسانه ای  | AF41، AF42، AF43 | ۳۴، ۳۶، ۳۸ | استفاده از نشانگر دو رنگ و سه رنگ (مانند RFC 2698) | RFC 2597 | نرخ      | بله در هر DSCP |
| تعاملی در زمان واقعی | CS4              | ۳۲         | پلیس با استفاده از sr + bs                         | RFC 2474 | نرخ      | نه             |
| پخش چندرسانه ای      | AF31، AF32، AF33 | ۲۶، ۲۸، ۳۰ | استفاده از نشانگر دو رنگ و سه رنگ (مانند RFC 2698) | RFC 2597 | نرخ      | بله در هر DSCP |
| پخش فیلم             | CS3              | ۲۴         | پلیس با استفاده از sr + bs                         | RFC 2474 | نرخ      | نه             |
| اطلاعات با تأخیر کم  | AF21، AF22، AF23 | ۱۸، ۲۰، ۲۲ | استفاده از نشانگر دو رنگ و سه رنگ (مانند RFC 2698) | RFC 2597 | نرخ      | بله در هر DSCP |
| OAM                  | CS2              | ۱۶         | پلیس با استفاده از sr + bs                         | RFC 2474 | نرخ      | آره            |
| داده‌های با توان بالا | AF11، AF12، AF13 | ۱۰، ۱۲، ۱۴ | استفاده از نشانگر دو رنگ و سه رنگ (مانند RFC 2698) | RFC 2597 | نرخ      | بله در هر DSCP |
| استاندارد            | DF               | ۰          | قابل استفاده نیست                                  | RFC 2474 | نرخ      | آره            |
| داده با اولویت پایین | CS1              | ۸          | قابل استفاده نیست                                  | RFC 3662 | نرخ      | آره            |

## ملاحظات طراحی
تحت DiffServ، تمام پلیس‌ها و طبقه‌بندی‌ها در مرزهای بین دامنه‌های DiffServ انجام می‌شود. این بدان معناست که در هسته اینترنت، مسیریاب‌ها از پیچیدگی‌های جمع‌آوری پرداخت یا اجرای توافقنامه‌ها مانعی ندارند. به این معنی که بر خلاف IntServ , DiffServ برای هر جریان نیازی به تنظیمات قبلی، بدون رزرو و بدون انجام مذاکرات پایان به پایان زمان برندارد.
جزئیات نحوه برخورد روترهای منفرد با قسمت DS ویژه پیکربندی است، بنابراین پیش‌بینی رفتار پایان به پایان دشوار است. اگر بسته‌ای قبل از رسیدن به مقصد، از دو یا چند دامنه DiffServ عبور کند، این مسئله بیشتر پیچیده‌است. از نظر تجاری، این بدان معناست که فروش کلاس‌های مختلف اتصال به انتها به کاربران نهایی غیرممکن است، زیرا بسته طلای یک ارائه‌دهنده ممکن است برنز دیگری باشد. DiffServ یا هر مارک QoS مبتنی بر IP کیفیت خدمات یا توافق‌نامه مشخص سطح خدمات (SLA) را تضمین نمی‌کند. با علامت گذاری بسته‌ها، فرستنده نشان می‌دهد که می‌خواهد بسته‌ها به عنوان یک سرویس خاص رفتار شوند، اما هیچ تضمینی برای این اتفاق وجود ندارد. این به کلیه ارائه دهندگان خدمات و روترهای آن‌ها بستگی دارد که اطمینان حاصل کنند سیاست‌های آنها از بسته‌ها به شکلی مناسب مراقبت می‌کند.

## کارگزار پهنای باند
یک کارگزار پهنای باند در چارچوب DiffServ نمایندگی است که از اولویت‌ها و سیاست‌های یک سازمان آگاهی دارد و پهنای باند را با توجه به این سیاست‌ها اختصاص می‌دهد. برای دستیابی به تخصیص منابع از دامنه‌های جداگانه، کارگزار پهنای باند که یک دامنه را مدیریت می‌کند، باید با همتایان مجاور خود ارتباط برقرار کند، که این امر باعث می‌شود خدمات پایان به پایان از توافقات کاملاً دو جانبه ساخته شود.

## RFCهای DiffServ

### RFCهای مدیریت DiffServ
- RFC&nbsp;3289  — Management information base for the differentiated services architecture.
- RFC&nbsp;3290  — An informal management model for differentiated services routers.
- RFC&nbsp;3317  — Differentiated services quality of service policy information base.

## بیشتر خواندن
- ISBN 0-12-370549-5.
- Differentiated services for the Internet